# Brett Anderson
Brett Anderson (ur. 29 września 1967 w Haywards Heath) – brytyjski wokalista, kompozytor i autor tekstów piosenek. Znany przede wszystkim jako wokalista i frontman londyńskiej formacji Suede. W 2004 roku z Bernardem Butlerem założył grupę The Tears, a od 2007 roku nagrywa jako solowy artysta.

## Dyskografia
albumy nagrane z grupą Suede
- Suede (1993)
- Dog Man Star (1994)
- Coming Up (1996)
- Head Music (1999)
- A New Morning (2002)
- Bloodsports (2013)

albumy nagrane z grupą the Tears
- Here Come the Tears (2005)

albumy solowe
- Brett Anderson (2007)
- Wilderness (2008)
- Slow Attack (2009)
- Black Rainbows (2011)